# Dario Varotari
Dario Variotari, né en 1539 à Vérone et mort en 1596, est un peintre, un sculpteur et un architecte italien de la Renaissance qui a été actif à Padoue.

## Biographie
Né à Vérone, il est le descendant d'une famille de Strasbourg du nom de Weyrotter. Il devient l'élève de Véronèse et un imitateur du Titien.
Son fils est le plus connu peintre Alessandro Varotari, sa fille Chiara Varotari (1584 - 1663), elle aussi peintre, et son petit-fils, peintre également, lui, nommé Dario Varotari le Jeune.
Dario Varotari est peut-être l'architecte du célèbre théâtre anatomique de l'université de Padoue, dont la configuration originale fut sans doute suggérée par le théologien Paolo Sarpi à l'anatomiste Girolamo Fabrizi d'Acquapendente.

## Œuvres
- Peintures de l'église Sant'Elidio de Padoue